# Gustavo Bombín Espino
Gustavo Bombín Espino (San Llorente, 24 settembre 1960) è un arcivescovo cattolico e missionario spagnolo, dal 22 luglio 2023 arcivescovo metropolita di Toliara.

## Biografia

### Formazione e ministero sacerdotale
Dopo aver studiato in Spagna, ha completato la sua formazione ecclesiastica presso il seminario-collegio Santísima Trinidad di Alcázar de San Juan e presso la facoltà teologica di Granada. Ha emesso i primi voti il 1º settembre 1979 a Córdoba e i voti perpetui il 20 settembre 1986 a Jaén; è stato ordinato sacerdote il 21 marzo 1987 per l'Ordine della Santissima Trinità.
Successivamente è stato inviato come missionario in Madagascar, dove ha svolto diverse missioni pastorali: è stato dapprima vicario episcopale e successivamente vicario generale a Tsiroanomandidy, superiore  del distretto missionario maintirano sul Canale di Mozambico.

### Ministero episcopale

Stemma da vescovo

Il 4 ottobre 2003 papa Giovanni Paolo II lo ha nominato vescovo di Tsiroanomandidy. 
Come motto episcopale ha scelto "Fiainana sy fanantenana ary fiadnana" ("Vita, speranza e pace").
Ha ricevuto l'ordinazione episcopale l'8 febbraio 2004 dal cardinale Armand Gaétan Razafindratandra, arcivescovo metropolita di Antananarivo, co-consacranti l'arcivescovo metropolita di Toliara Fulgence Rabeony e il vescovo di Ambatondrazaka Antoine Scopelliti.
L'8 febbraio 2017 è stato nominato primo vescovo della Maintirano, mentre dal 13 novembre 2018 al 12 febbraio 2023 è stato amministratore apostolico della diocesi di Mahajanga.
Il 13 giugno 2005  e il 27 marzo 2014 è stato ricevuto dal Santo Padre nella visita ad limina.
Il 22 luglio 2023 papa Francesco lo ha nominato arcivescovo metropolita di Toliara. È succeduto a Fulgence Rabeony, dimessosi per raggiunti limiti d'età. Il 1º ottobre seguente ha preso possesso dell'arcidiocesi.

## Genealogia episcopale e successione apostolica
- Cardinale Scipione Rebiba
- Cardinale Giulio Antonio Santori
- Cardinale Girolamo Bernerio, O.P.
- Arcivescovo Galeazzo Sanvitale
- Cardinale Ludovico Ludovisi
- Cardinale Luigi Caetani
- Cardinale Ulderico Carpegna
- Cardinale Paluzzo Paluzzi Altieri degli Albertoni
- Papa Benedetto XIII
- Papa Benedetto XIV
- Papa Clemente XIII
- Cardinale Giovanni Carlo Boschi
- Cardinale Bartolomeo Pacca
- Papa Gregorio XVI
- Cardinale Castruccio Castracane degli Antelminelli
- Cardinale Paul Cullen
- Arcivescovo Joseph Dixon
- Arcivescovo Daniel McGettigan
- Cardinale Michael Logue
- Cardinale Patrick Joseph O'Donnell
- Vescovo John Gerald Neville, C.S.Sp.
- Vescovo Auguste Julien Pierre Fortineau, C.S.Sp.
- Arcivescovo Xavier Ferdinand Thoyer, S.I.
- Arcivescovo Gilbert Ramanantoanina, S.I.
- Cardinale Victor Razafimahatratra, S.I.
- Cardinale Armand Gaétan Razafindratandra
- Arcivescovo Gustavo Bombín Espino, O.SS.T.

La successione apostolica è:
- Vescovo Clément Herizo Rakotoasimbola, M.S. (2024)